# لاسلطويون ضد الجدار
لاسلطويون ضد الجدار (بالعبرية: אנרכיסטים נגד גדרות‏) تسمى أحيانًا "أناركيون ضد الأسوار" أو "يهود ضد الغيتو"، هي مجموعة عمل مباشر تتألف من لاسلطويين إسرائيليين ومعادين للسلطوية يعارضون بناء الجدار الإسرائيلي في قطاع غزة والجدار الإسرائيلي في الضفة الغربية.
وصف عضو في جماعة لاسلطويون ضد الجدار بناء الجدار بأنه جزء من استراتيجية التطهير العرقي، "أحد أكبر التهديدات التي عرفها السكان الفلسطينيون خلال القرن الماضي ... وهو جعل الحياة مروعة جدًا للشعب الفلسطيني بحيث يترك لهم خيارًا واحدًا هو الرحيل".

## تاريخ

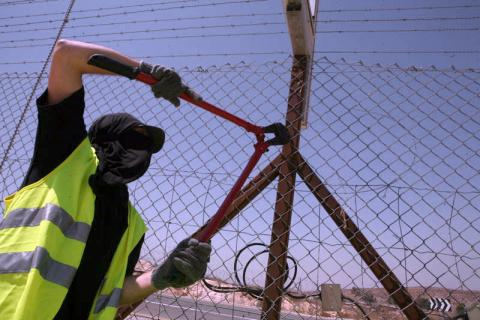
تدمير الأسوار على الحدود من قبل اللاسلطويين سنة 2007

في 26 ديسمبر 2003، خلال مظاهرة لهم بالقرب من قرية مسحة، أطلق جيش الاحتلال الإسرائيلي النار وأصاب جيل نعماتي، وهو لاسلطوي ومظلي سابق. تم إطلاق النار بعد أن بدأ المتظاهرون في هز البوابة المغلقة في السياج. وعُرضت مقاطع فيديو لتلك الحادثة على جميع القنوات التلفزيونية الإسرائيلية.
في 12 مارس 2004، أثناء مظاهرة ضد الجدار في قرية خربثا، أصيب إيتاي ليفينسكي برصاصة مطاطية في عينه.
في 3 أبريل، أصيب جوناثان بولاك برصاصة في رأسه بقنبلة غاز مسيل للدموع من طراز بندقية إم 16، على مسافة حوالي ثلاثين متراً، أثناء مظاهرة ضد الجدار في قرية بلعين بالضفة الغربية، مما أدى إلى إصابته بنزيف داخلي في المخ وجرح تطلب 23 غرزة.
في فبراير 2006، أصيب ماتان كوهين، البالغ من العمر 17 عامًا، وهو عضو في جماعة لاسلطويون ضد الجدار، برصاص مطاطي من قبل جنود إسرائيليين خلال مظاهرة في قرية بيت سيرا. وقال كوهين الذي أصيب في عينه اليسرى للصحافيين "شعوري أن دماء نشطاء اليسار والفلسطينيين رخيصة". وأصيب ثلاثة جنود وعناصر من حرس الحدود برشق الحجارة عليهم، ونقل ضابط شرطة إلى المستشفى.
في 11 أغسطس، في خضم حرب عام 2006 في لبنان، كانت الإصابة الأشد التي تعرض لها ناشط إسرائيلي حتى حينه. أثناء مظاهرة ضد الجدار في بلعين، أطلق أحد أفراد شرطة الحدود الإسرائيلية النار على رأس ليمور غولدشتاين برصاصة فولاذية مغلفة بالمطاط من مسافة تتراوح بين 10 إلى 20 مترًا. على الرغم من أنه يُحظر إطلاق الرصاص المطاطي من هذه المسافة القصيرة، إلا أن أدلة تسجيلات الفيديو تشير إلى أن الطلقة لم تكن مبررة. استغرق الأمر ساعتين لإكمال الإخلاء بسبب رفض ضباط شرطة الحدود في الموقع في البداية تقديم العلاج الطبي لإصابته، أو السماح للآخرين بعلاجه بشكل صحيح.
قال غولدشتاين، الذي عانى من تلف في الدماغ، في وقت لاحق لمراسل هاآرتس: "أنا لست مكتئبًا، لكني أشعر بالعجز والارتباك المستمر. لدي كوابيس أسترجع فيها ما حدث".
ظهرت مجموعة من كتابات نشطاء في الجماعة عام 2013.

## الموقف السياسي
لاسلطويون ضد الجدار، إلى جانب منظمة تعايش، يأتيهما الدعم السياسي الرئيسي من الأحزاب العربية واليسار المتطرف. فهما يعارضان الدولة علنًا ويرفض النشطاء القانون بشكل روتيني لأنهم يعتبرون قرار الحكومة غير قانوني وفقًا للقانون الدولي وبالتالي غير شرعي.

## للاستزادة
- Gordon, Uri (2011). "Anarchists Against the Wall". In Ness, Immanuel (ed.). The International Encyclopedia of Revolution and Protest (بالإنجليزية). وايلي-بلاكويل  [لغات أخرى]‏. pp. 1–2. DOI:10.1002/9781405198073.wbierp1754. ISBN:978-1-4051-9807-3.{{استشهاد بكتاب}}:  صيانة الاستشهاد: علامات ترقيم زائدة (link)
- Gordon، Uri؛ Grietzer، Ohal، المحررون (2013). Anarchists Against the Wall: Direct action and solidarity with the Palestinian popular struggle. Oakland: AK Press. ISBN:978-1-8493-5114-0.
- Gordon، Uri (2008). "HomeLand: Anarchy and Joint Struggle in Palestine/Israel". Anarchy Alive!: Anti-Authoritarian Politics from Practice to Theory. Sydney: Pluto Press. ISBN:9780745326832. OCLC:154769337.
- Massey، David s S (2002). It's All Lies: Leaflets, Underground Press and Posters The Fusion of Resistance and Creativity in Israel. USA: AK Press. ISBN:978-965-7237-00-7. OCLC:78027640.

## روابط خارجية
- لاسلطويون ضد الجدار - الموقع الرسمي